# بهداشت عمومی دهان و دندان
بهداشت عمومی دهان و دندان یک تخصص غیر بالینی در دندان‌پزشکی است.
بهداشت دهان و دندان شامل تشخیص سلامتی دهان و بهبود آن درمیان جوامع و نه فقط در اشخاص است. یکی از موضوعات بحث‌برانگیز در خصوص بهداشت دهان و دندان، فلوئورید کردن آب آشامیدنی است. همچنین، دهان شویه‌های تبلیغاتی نیز یکی از موضعات مهم این رشته به‌شمار می‌رود زیرا بعضی از مطالعاتی که در این رابطه صورت گرفته، سرطان دهان را به استفاده از آن‌ها ربط می‌دهد.
نتایج یک مطالعه جدید نشان می‌دهد که رعایت بهداشت دهان نه تنها برای سلامت دندان‌ها ضرورت دارد، بلکه برای سلامت قلب و مغز و پیشگیری از سرطان  نیز حیاتی است. محققان با مطالعه روی بیمارانی که به دلیل سکته حاد مغزی در بیمارستان بستری شده بودند، اطلاعات خود را در زمینه ارتباط برخی انواع سکته مغزی با نوعی باکتری دهانی به نام cnm-positive Streptococcus mutans افزایش دادند.